# Окончательное противостояние
«Окончательное противостояние: цветок и штык» (англ. The Ultimate Confrontation: The Flower and the Bayonet) — культовая чёрно-белая фотография французского фотографа, Марка Рибу. На фотографии изображена 17-летняя американская школьница, Ян Роуз Кашмир (родилась в 1950 году), с хризантемой в руках и смотрящая на солдат со штыками. 
Рибу сфотографировал Кашмир 21 октября 1967 года, во время участия более 100 000 антивоенных активистов Национального мобилизационного комитета по прекращению войны во Вьетнаме в Походе на Пентагон в знак протеста против участия США в войне во Вьетнаме.
Фотография была опубликована в специальном выпуске журнала Look от 30 декабря 1969 года под заголовком «The Ultimate Confrontation: The Flower and the Bayonet». Фотография была перепечатана по всему миру и стала символом движения «Сила цветов». Журнал Smithsonian позже назвал её «туманным сопоставлением вооруженной силы и невинности детей цветов».
В 1986 году Кашмир окончила Нью-Йоркский колледж медицинских профессий в Манхассете (штат Нью-Йорк), по специальности «массажист» и до 1991 года работала в Хилтон-Хед-Айленде (штат Южная Каролина). Затем она переехала в Орхус (Дания) со своим датским мужем и дочерью. Она вернулась с дочерью в США в 2002 году и снова стала жить в Хилтон-Хед-Айленд.
В феврале 2003 года Рибу снова сфотографировал Кашмир, протестующую против войны в Ираке, где она несла копию фотографии 1967 года размером с плакат. В 2010 году Кашмир была приглашена испанской организацией Avalon Project Peace NGO выступить во время мероприятий, посвященных Международному дню мира в Севилье. В январе 2017 года она присоединилась к Маршу женщин в Вашингтоне.